# Újezd u Plánice
Újezd u Plánice, bis 1948 Újezd (deutsch Aujest, früher Augezd) ist eine Gemeinde in Tschechien. Sie liegt 13 Kilometer östlich von Klatovy und gehört zum Okres Klatovy.

## Geographie
Újezd u Plánice befindet sich rechtsseitig der Bradlava in der Blatenská pahorkatina (Bergland von Blatna). Das Dorf liegt im Naturpark Plánický hřeben. Nördlich erheben sich der V Obci (607 m) und der V Pahorkách (546 m), im Nordosten der Na Buči (593 m), östlich der Buzrakov (641 m), im Süden die Karhanky (589 m), südwestlich der Ježek (654 m) sowie im Westen die Vrchy (624 m) und die Horoupnice bzw. Boulín (604 m).
Nachbarorte sind Mlynářovice, U Kalinů und U Řezáčů im Norden, Mlýnské Struhadlo, V Cihelně, Neurazy und Cikánka im Nordosten, Bližanovy, Pohoří und Lovčice im Osten, Kvasetice und Kratice im Südosten, Plánice, Chýlava und Nová Plánice im Süden, Vracov, U Vorejtů, Kvaslice, Vítkovice und Kroměždice im Südwesten, Zbyslav, Pečetín und Újezdec im Westen sowie Hůrka, Posavádka, Němčice und Petrovice im Nordwesten.

## Geschichte
Es wird angenommen, dass das Dorf im 12. Jahrhundert durch das Zisterzienserkloster Pomuk gegründet worden ist. Der Name Újezd stammt aus der Zeit des slawischen Landesausbaus und wurde im 12.–14. Jahrhundert vergeben. Bis ins 15. Jahrhundert wurde bei Újezd Goldbergbau betrieben, daran erinnern noch die Flurnamen Ve Štůlích, Na Mosurkách und Na Červenici. Nachdem die Hussiten unter Führung von Jan Žižka auf ihrem Zug von der Burg Rabí nach Pilsen 1420 das Kloster Pomuk zerstört hatten, eignete sich zunächst Wilhelm Kostka von Postupitz dessen Ländereien um Planitz an. König Sigismund verpfändete die Herrschaft Pomuk am 22. August 1420 an die Brüder Bohuslav und Hynek Krušina von Schwanberg. Aus dem Klosterbesitz entstand die Herrschaft Grünberg. Nachdem es dem Heer Žižkas 1421 erneut nicht gelungen war, die Burg Rabí einzunehmen, zogen die Aufständischen über Struhadlo nach Žinkovy. Dabei beschossen sie von den Hügeln um Struhadlo die Stadt Planitz und brannten sie teilweise nieder. Vermutlich in dieser Zeit erlosch das Dorf.
Adam von Sternberg, der die Herrschaft Grünberg nach 1536 erworben hatte, ließ 1551 das Dorf Újezd neu anlegen. Am 4. Februar 1558 wurde die Herrschaft Grünberg dem Kämmerer des Königreichs Böhmen und Oberstlandschreiber durch Kaiser Ferdinand I. in der Landtafel als erblicher Besitz zugeschrieben. Im Jahre 1562 teilte Adam von Sternberg seinen Besitz unter seinen vier Söhnen auf, dabei erhielt Ladislav die Herrschaft Grünberg. Ladislav von Sternberg, wie auch danach seine Söhne, bewirtschafteten die Herrschaft schlecht; im Jahre 1606 wurde Ladislav d. J. von Sternberg entmündigt. Adolf Bernhard von Martinic, der 1726 die Herrschaft Grünberg von Leopold von Sternberg erworben hatte, kaufte sukzessive die Güter um Planitz und Niemtschitz zurück. 1760 wurde Adolf Bernhard von Martinic wegen des Mordes an seinem Enkel, der einer nicht standesgemäßen Verbindung seiner Tochter mit seinem Förster entstammte, hingerichtet. Maria Dominika von Martinic trat nach dem Verlust ihres Kindes als Nonne in das Kloster der hl. Anna in Wien ein. Im Jahre 1790 veräußerte sie den Besitz an Franz Graf von Wallis, der ihn an die Grafen Colloredo-Mannsfeld vererbte. Im Jahre 1834 gehörte die Herrschaft der Gräfin Wilhelmine von Auersperg geborene Colloredo-Mannsfeld.
Nach der Aufhebung der Patrimonialherrschaften bildete Oujezd / Augezd ab 1850 eine Gemeinde im Gerichtsbezirk Planitz. Ab 1868 gehörte das Dorf zum Bezirk Klattau. Bedeutsam war die Steinbrecherei. 1895 wurde das Schulhaus errichtet. Die Freiwillige Feuerwehr bildete sich 1899. Zu Beginn des 20. Jahrhunderts bestand Oujezd aus knapp 90 Häusern und hatte über 500 Einwohner. Ab 1924 wurde Újezd als tschechischer Ortsname verwendet. Zur Unterscheidung von anderen gleichnamigen Orten führt die Gemeinde seit 1961 den amtlichen Namen Újezd u Plánice. Im selben Jahre erfolgte die Eingemeindung von Mlýnské Struhadlo und Mlynářovice. 1963 entstand ein Kulturhaus. Zwischen 1976 und 1991 war das Dorf nach Plánice eingemeindet. Seit dem 1. Jänner 1992 besteht die Gemeinde Újezd u Plánice wieder.

## Gemeindegliederung
Für die Gemeinde Újezd u Plánice sind keine Ortsteile ausgewiesen. Zu Újezd u Plánice gehören die Einschichten Chýlava, U Řezáčů und U Vorejtů.

## Sehenswürdigkeiten
- Gedenkstein für die Gefallenen des Ersten Weltkrieges auf dem Dorfplatz

Galerie
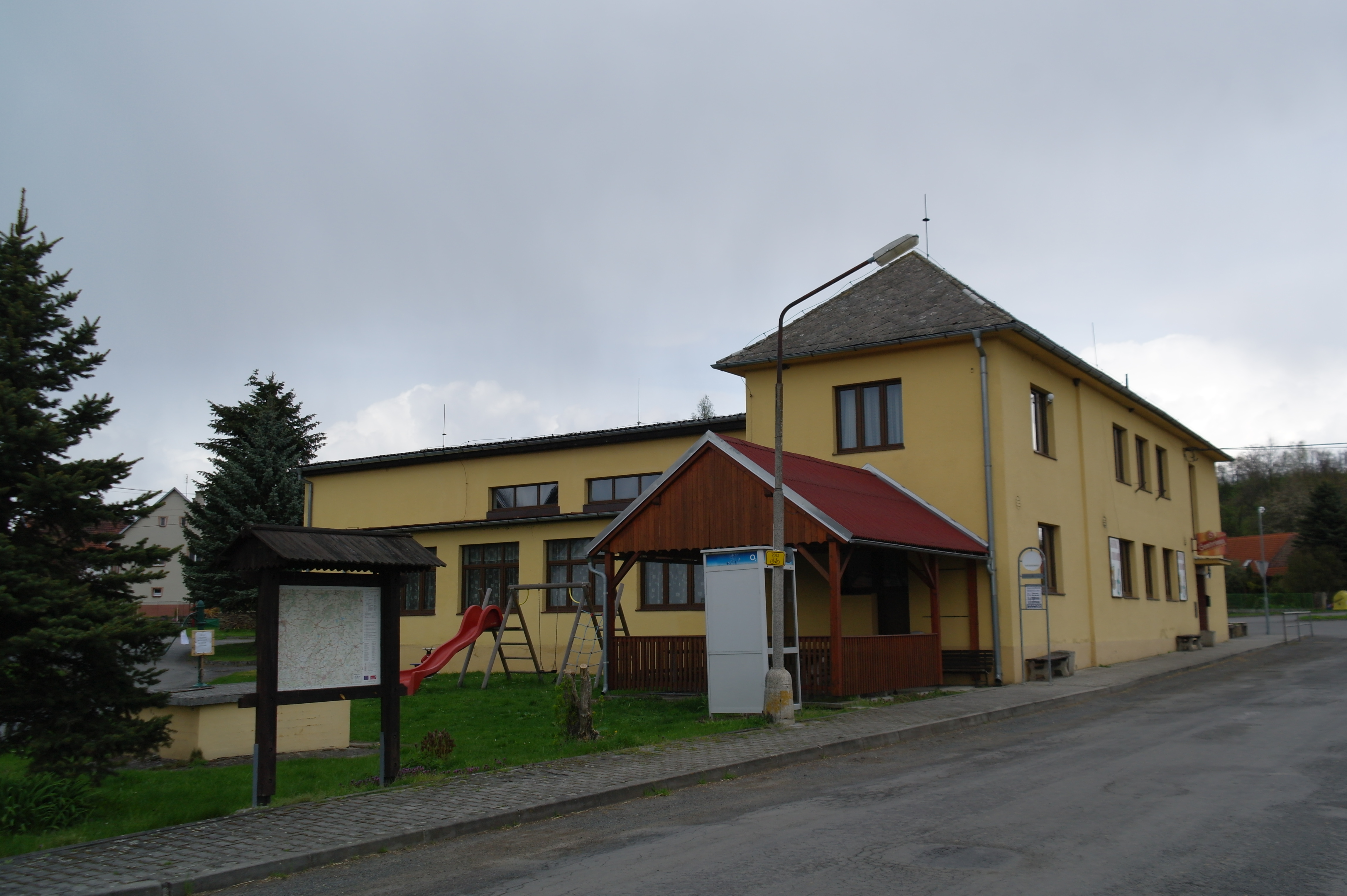
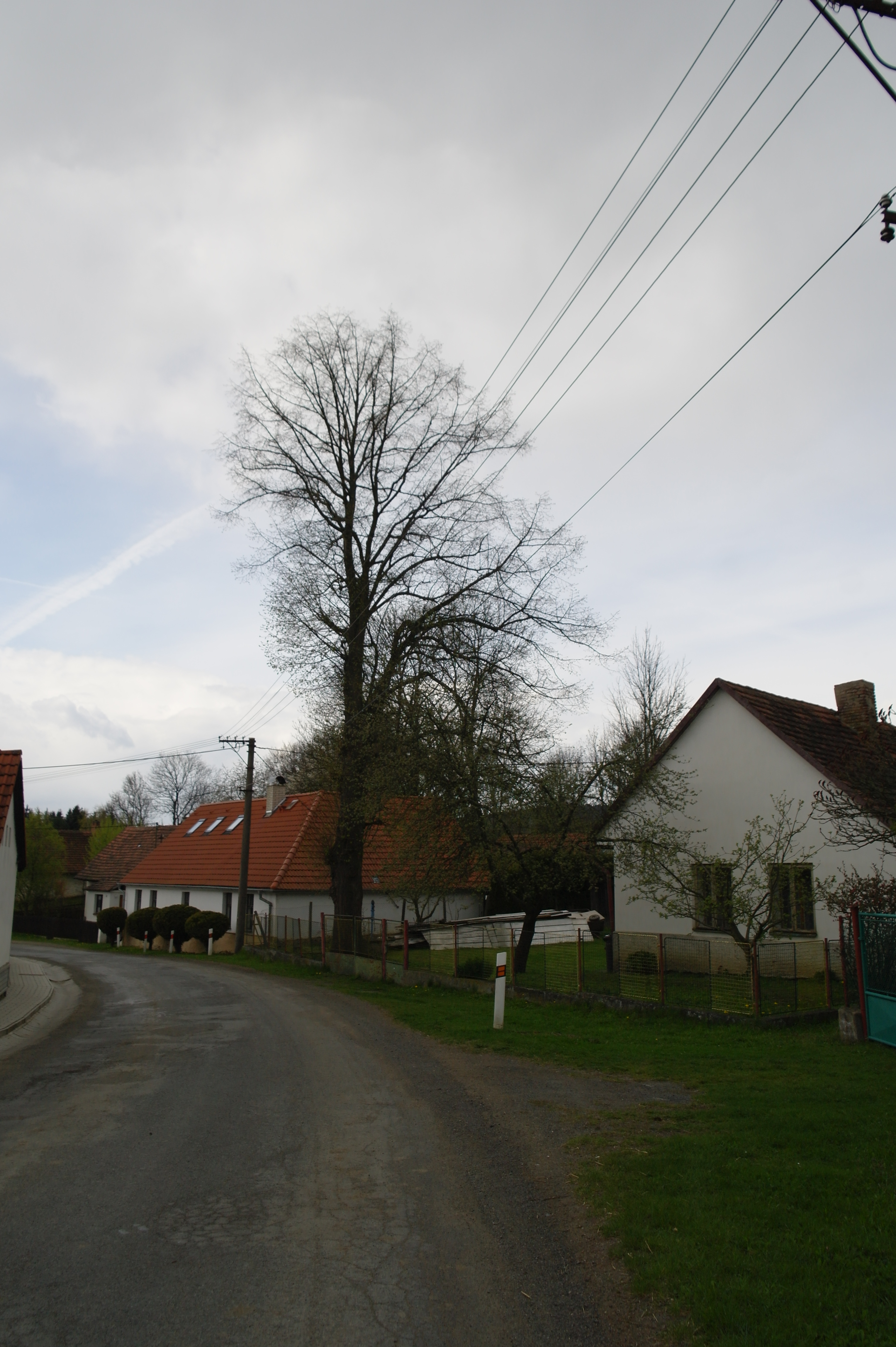
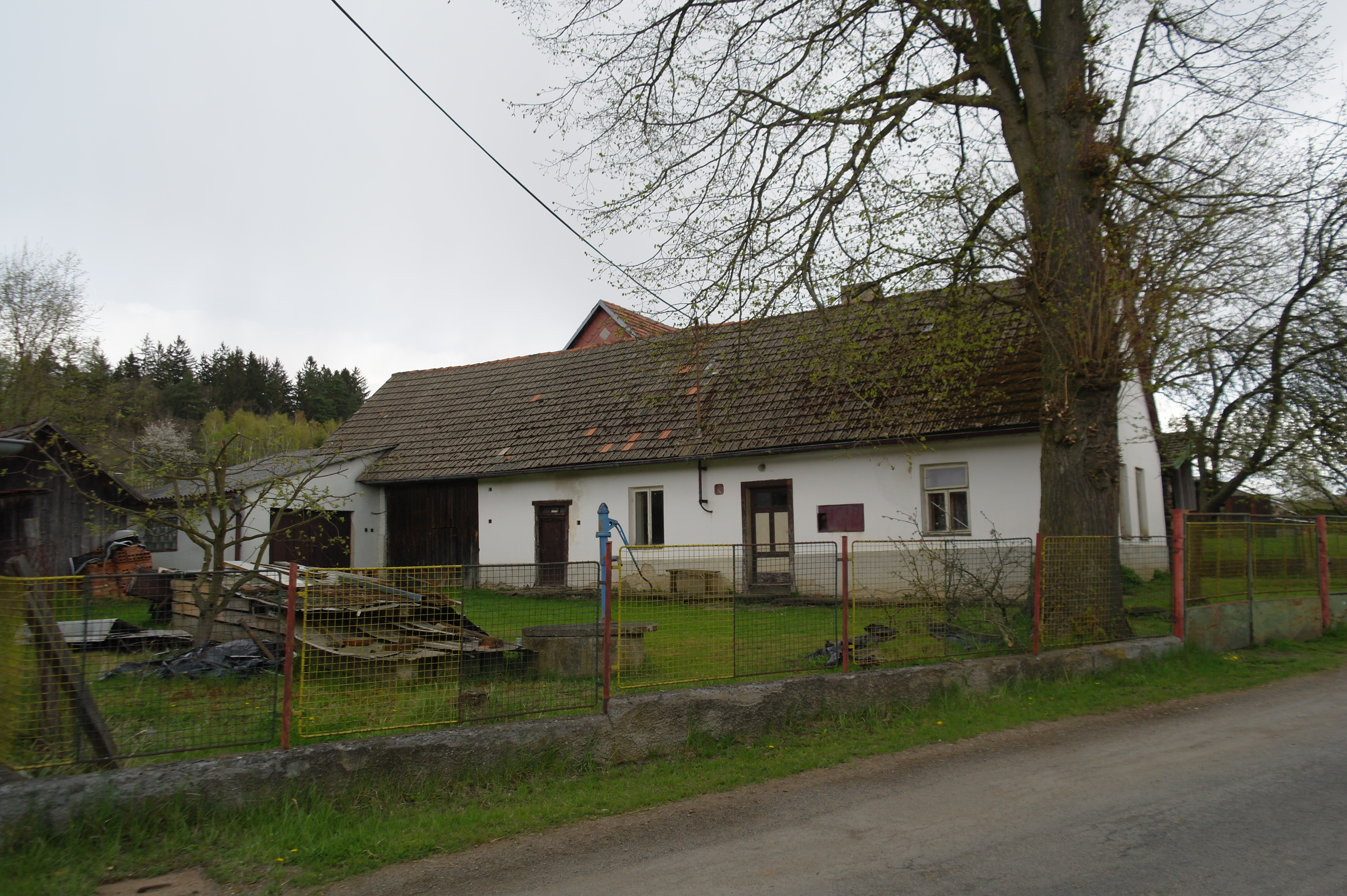